# Constance Jablonski
Constance Jablonski (17 de abril de 1991, Lille) es una modelo de Francia. Su apellido es de origen polaco.

## Biografía
Jablonski nació en Lille, Francia. Sus abuelos emigraron de Polonia después de la Segunda Guerra Mundial, su padre poláco es dermatólogo y su madre es francesa y es farmacéutica. Tiene un hermano mayor llamado François-Xavier. Antes de convertirse en modelo, quería ser jugadora de tenis y fue una entusiasta jugadora competitiva durante nueve años. Jablonski también consideró convertirse en cirujana plástica y estaba lista para comenzar a estudiar después de graduarse de la escuela secundaria.

## Carrera
Comenzó en la industria del modelaje en el concurso French Elite Model Look del 2006. Jablonski hizo su debut en la pasarela en septiembre del 2008 en las semanas de la moda de Nueva York, Milán y París, tanto en las temporadas de prêt-à-porter como de alta costura. Jablonski ha desfilado para Shiatzy Chen, Donna Karan, Dior, Gucci, Burberry, Yves Saint Laurent, Alexander McQueen, Balmain, Balenciaga, Zac Posen, Sonia Rykiel y Elie Saab, entre muchos otros. En noviembre de 2010, desfiló por primera vez en el desfile de modas de Victoria's Secret.
Jablonski ha aparecido en las portadas de Vogue de Rusia, China, Alemania, Portugal, Grecia, España, Revue de Modes de francés, Harper's Bazaar en ruso y Amica en italiano. Ha aparecido en editoriales para Vogue en lenguas francesa, japonesa, alemana, china, británica, rusa, italiana, estadounidense, adolescente, griega, coreana, española y portuguesa, Marie Claire Italia, Allure, Harper's Bazaar, Rush, en las revistas norteamericanas y surcoreana de Vanity Fair, W, Entrevista, y en la revista en japonés de Núméro.
Constance Jablonski ganó Elite Model Look en 2006 y ha firmado un contrato con Elite Model Management.
Es portavoz de Estée Lauder desde 2010. Desfiló para Victoria's Secret cada año desde 2010 hasta 2015.

## Vida personal
Se casó con el ciclista francés Matthias Dandois el 6 de mayo del 2020, en junio del 2022 anunciaron que estaban esperando a su primer hijo, el 18 de noviembre del 2022 en sus redes sociales, dieron la bienvenida a su hijo.
Constance no está relacionada con la también modelo, portadora del mismo apellido, Jacquelyn Jablonski.